# Лисаковское месторождение железа
Лисаковское месторождение железа — находится в Таранском районе Костанайской области, в 20 км к югу от ж.-д. станции Тобыл. Месторождение исследовано в 1937. Толщина рудного слоя 4—40 м. Руда делится на гидрогетит и гидрогетит-сидерит-лептохлорит. Эти минералы составляют наклонные рудные тела толщиной 4—24 м. В промежутках горных пород расположены 4 производственных (Главная, Южная, Полевая и Восточная) рудных месторождений. В руде имеются нач. и размельченные виды рудоносного камня. Минералы нач. руды: гидрогетит, магнетит, сидерит. Нерудные минералы: кварц, лептохлорит, пироксен, кальцит, эпидот, рутил, полевой шпат, гранат. Лисаковское месторождение железа осваивается открытым способом.